# 楚雄师范学院
楚雄师范学院是位于中华人民共和国云南省楚雄彝族自治州楚雄市的一所全日制师范院校。

## 概况
2001年5月，楚雄师范高等专科学校和楚雄民族师范学校合并，组建楚雄师范学院，同年10月30日举行成立大会，是云南省民族自治州中唯一的一所本科师范院校。学院的总占地面积为635亩，分为花果山、雁塔两个校区。雁塔校区占地面积278亩，花果山校区占地面积357亩，并有规划预留发展用地265余亩。现有校舍面积近21万8千平方米。全日制在校生规模达8000余人，同时，职业技术与成人教育学院还开办有40余个电大和成人教育函夜大本、专科专业。目前，各种层次的成人学历教育在籍学员近10000人，各种非学历培训学员突破4000人次。
学院现有教职工692人，其中专任教师464人。有正高级职称36人，副高级职称164人，讲师234人。有博士11人，硕士250人。

## 院系设置
楚雄师范学院设有14个教学单位，设有12个系、2个系级学院。设有31个本科专业、11个专科专业和4个高职高专专业。涵盖了文学、理学、教育学、工学、法学、管理学六大学科门类，1个国家级特色专业，2个省级重点建设学科，1个省级重点专业，1个省级特色专业，5门省级精品课程，1个省级人才培养模式创新实验区。
- 人文学院
- 数学系
- 物理与电子科学系
- 化学与生命科学系
- 外语系（公共外语教学研究部）
- 地理科学与旅游管理系
- 初等教育学院（教育心理教学研究部）
- 高等职业技术与成人教育学院
- 经济信息管理及计算机应用系
- 政治与公共管理系
- 计算机科学系
- 体育系（公共体育研究部）
- 艺术系
- 思想政治理论教育教学研究部